# Demisexualitet
| Demisexualitet |
| --- |
| Den demisexuella flaggan, använd under prideparad. - Betydelse – variant av asexualitet - Karaktär – behov av känslomässig koppling för att skapa sexuell attraktion - Bakgrund – 2006 - Relaterade begrepp – gråsexuell, sapiosexuell |

Demisexualitet (efter demi, 'halv', och sexualitet) är en variant av asexualitet. En demisexuell person kan utveckla en sexuell attraktion, men personen kan bara göra detta efter att hen skapat ett starkt känslomässigt band till en annan person. Fenomenet myntades 2006, och dess popularitet kopplas ibland till livet i en otrygg värld där okritisk sexpositivitet propagerats i kulturen.

## Definition och betydelse
En demisexuell person har svårt för eller kan omöjligt känna kärlek vid första ögonkastet, och hen är inte heller attraherad av engångsligg eller flörtande med obekanta personer. Detta kan jämföras med den vanliga tanken att man inte kan inleda ett förhållande med någon som man inte lärt känna. Skillnaden är att en demisexuell person behöver lära känna personen väl innan kontakter på det sexuella planet kan bli möjliga eller önskvärda.
Det kan därför vara extra svårt att dejta som demisexuell eftersom dagens dejtingklimat består mycket av sex. Som demisexuell kan det kännas mer lockande att dejta någon som man redan känner, exempelvis en kollega eller en kompis, eftersom tröskeln innan man känner sig bekväm med att bli intim är mycket lägre om man har en relation sedan tidigare. 
Demisexualiteten kan beskrivas som en plats på det [a]sexuella spektret mellan ren asexualitet och "normal" nonasexualitet i de båda ändarna. Behovet att ge denna plats ett namn kan göra personer tryggare i sitt letande efter sin egen identitet som individer. Identiteten är inte en exklusiv sexuell läggning, och en demisexuell person kan ha en preferens för attraktion till personer av olika kön liksom själv identifiera sig av vilket kön som helst.

### Demi, sapio eller grå?
Demisexualiteten blandas ofta samman med den snarlika sapiosexualiteten. Denna senare variant syftar på en sexuell attraktion som är beroende av att personen först får kontakt på ett intellektuellt plan med en annan person. Intelligens kan koppla personer närmare varann, och detta kan skapa en grund för närhet och en starkare koppling mellan de två. Skillnaden mellan "demi" och "sapio" ligger främst i hur starkt intelligensen fungerar som ram för detta närmande.
Vissa definierar sig även som gråsexuella. Detta är en identitet på det asexuella spektret, utan tydlig koppling till känslomässiga eller intellektuella förutsättningar men placerad någonstans i "gråskalan" mellan det svarta respektive vita i skalans ändar.

## Utveckling
Det första omnämnandet av demisexualitet som begrepp går tillbaka till 2006, året då det myntades i de engelskspråkiga Internetforumen hos Asexuality Visibility & Education Network. Två år senare hade ordet demisexualitet blivit mer etablerat, och olika dejtingsajter hade börjat inkludera ordet som en valmöjlighet för personer som ville nyttja deras tjänster. Senare har undersökningar antytt att flera procent av befolkningen kan tänka sig att identifiera sig med läggningen, vilket är mer än andelen (1 procent) som tidigare klassat sig som asexuella. Kategoriseringen verkar vara vanligare hos yngre människor, vilka redan blivit bekanta med asexualitet och liknande läggningar.
Frekvensen av demisexualitet kan både ha gynnats av och utvecklats i kontrast emot tidigare epokers landvinningar, och fenomenet har kritiserats för att mer likna en värld före den sexuella revolutionen och den allmänna acceptansen av tillfälligt sex med obekanta. Samtidigt har det myntats i en tid med en mer osäker arbetsmarknad, längre studietid, ett mer jämställt samhälle och ett socialt och sexuellt liv som kan kompletteras eller kanaliseras via Internet. Antropologen Helen Fisher har kallat de nya generationernas ofta långsammare och senare familjebildande för slow love ('långsam kärlek'). Detta relaterar till att människor ur generation Y och Z oftare börjar en romantisk relation som vänner, senare kan fortsätta som "knullkompisar" (på engelska friends with benefits), därefter i en fördjupad relation där man berättar för respektive föräldrar och med en möjlig fortsättning som sambor/fästfolk/gifta. Vissa ser den ökade uppmärksamheten för demisexualitet och mångas identifikation med läggningen som en reaktion mot senare decenniers ibland okritiska sexpositivism och tal om sex som något per definition gott och uppbyggligt.